# Gouvernement Brnabić II
Pour les articles homonymes, voir Gouvernement Brnabić.
République de Serbie
Brnabić I Brnabić III
Le gouvernement Brnabić II (en serbe cyrillique : Друга Влада Ане Брнабић, en serbe latin : Druga Vlada Ane Brnabić) est le seizième gouvernement de la république de Serbie, entre le 28 octobre 2020 et le 26 octobre 2022, sous la XIIe législature de l'Assemblée nationale.
Il est dirigé par la conservatrice Ana Brnabić, vainqueure à la majorité absolue des élections législatives de juin 2020, et repose sur une coalition entre le Parti progressiste, le Parti social-démocrate, le Parti des retraités, le Mouvement des socialistes, le Parti socialiste et l'Alliance patriotique. Il succède au gouvernement Brnabić I et cède le pouvoir au gouvernement Brnabić III.

## Historique du mandat
Ce gouvernement est dirigé par la présidente du gouvernement sortante Ana Brnabić. Il est constitué et soutenu par une coalition entre le Parti progressiste serbe (SNS), le Parti social-démocrate de Serbie (SDPS), le Parti des retraités unis de Serbie (PUPS), le Mouvement des socialistes (PS), le Parti socialiste de Serbie (SPS), et l'Alliance patriotique serbe (SPAS). Ensemble, ils disposent de 231 députés sur 250, soit 92,4 % des sièges de l'Assemblée nationale.
Il est formé à la suite des élections législatives du 21 juin 2020, boycottées par les principaux partis de l'opposition.
Il succède donc au gouvernement Brnabić I, constitué en juin 2017 et reposant sur une alliance identique, à l'exception de la SPAS.

### Formation
Le 5 octobre 2020, 106 jours après les élections législatives, le président de la République Aleksandar Vučić, également président du SNS, annonce qu'il charge la présidente du gouvernement sortant Ana Brnabić de constituer le nouvel exécutif serbe ; sa désignation avait été approuvée la veille à l'unanimité par le bureau du Parti progressiste. Le chef de l'État indique avoir demandé à la cheffe du gouvernement de considérer l'idée de créer un ministère des Droits de l'Homme et un ministère de la Famille.
L'annonce de la liste des ministres est repoussée à plusieurs reprises. Ainsi le 15 octobre, Aleksandar Vučić indique que les membres du gouvernement seront connus quatre jours plus tard. Le 19 octobre, cette présentation est repoussée au lendemain, après une session du bureau du SNS. C'est finalement le 25 octobre que l'équipe exécutive est dévoilée, celle-ci comptant le chiffre record de 11 femmes sur 21 ministres. Cette forte présence féminine fait du gouvernement serbe l'un des dix plus égalitaires au monde, un fait relativement inédit en Europe centrale et orientale. Selon une information rendue publique quatre jours auparavant par le président de la République, la législature élue quatre mois plus tôt n'ira pas à son terme puisqu'il a l'intention de convoquer des législatives anticipées après la tenue de l'élection présidentielle de 2022.
À l'unanimité des 205 députés présents, l'Assemblée nationale adopte le 26 octobre la nouvelle version de la loi relative aux ministères, qui prévoit un total de 21 départements ministériels et assure notamment la création du ministère des Droits humains, du ministère de la Ruralité et du ministère de la Famille. À cette occasion, Ana Brnabić indique que son équipe comptera également plusieurs ministres sans portefeuille. Deux jours plus tard, l'ensemble de l'équipe gouvernementale est élue par l'Assemblée après une journée de débats, obtenant 227 voix pour et cinq contre ; la présidente du gouvernement et ses ministres sont assermentés immédiatement après.

## Composition
| Poste | Titulaire | Titulaire               | Parti |
| --- | --------- | ----------------------- | ----- |
| Présidente du gouvernement                                                                                      |           | Ana Brnabić             | SNS   |
| Premier vice-président du gouvernement Ministre de l'Éducation, de la Science et du Développement technologique |           | Branko Ružić            | SPS   |
| Vice-président du gouvernement Ministre de l'Agriculture, des Forêts et des Eaux                                |           | Branislav Nedimović     | SNS   |
| Vice-président du gouvernement Ministre des Mines et de l'Énergie                                               |           | Zorana Mihajlović       | SNS   |
| Vice-président du gouvernement Ministre de la Défense                                                           |           | Nebojša Stefanović      | SNS   |
| Vice-président du gouvernement Ministre de la Culture et des Médias                                             |           | Maja Gojković           | SNS   |
| Ministre des Finances                                                                                           |           | Siniša Mali             | SNS   |
| Ministre de l'Économie                                                                                          |           | Anđelka Atanacković     | Aucun |
| Ministre de la Protection de l'environnement                                                                    |           | Irena Vujović           | SNS   |
| Ministre des Travaux publics, des Transports et des Infrastructures                                             |           | Tomislav Momirović      | Aucun |
| Ministre du Commerce, du Tourisme et des Télécommunications                                                     |           | Tatjana Matić           | SDPS  |
| Ministre de la Justice                                                                                          |           | Maja Popović            | Aucun |
| Ministre des Administrations publiques et des Collectivités locales                                             |           | Marija Obradović        | SNS   |
| Ministre des Droits humains et des Minorités, et du Dialogue social                                             |           | Gordana Čomić           | Aucun |
| Ministre de l'Intérieur                                                                                         |           | Aleksandar Vulin        | PS    |
| Ministre des Affaires étrangères                                                                                |           | Nikola Selaković        | SNS   |
| Ministre de l'Intégration européenne                                                                            |           | Jadranka Joksimović     | SNS   |
| Ministre de la Santé                                                                                            |           | Zlatibor Lončar         | SNS   |
| Ministre du Travail, de l'Emploi, des Anciens combattants et des Affaires sociales                              |           | Darija Kisić Tepavčević | Aucun |
| Ministre de la Famille et de la Démographie                                                                     |           | Ratko Dmitrović         | SPAS  |
| Ministre de la Jeunesse et des Sports                                                                           |           | Vanja Udovičić          | SNS   |
| Ministre de la Ruralité                                                                                         |           | Milan Krkobabić         | PUPS  |
| Ministre sans portefeuille                                                                                      |           | Novica Tončev           | SPS   |
| Ministre sans portefeuille                                                                                      |           | Nenad Popović           | SNP   |